# 8906 Yano
8906 Yano eller 1995 WF2 är en asteroid i huvudbältet som upptäcktes den 18 november 1995 av den japanska astronomen Takao Kobayashi vid Ōizumi-observatoriet. Den är uppkallad efter Hajime Yano.
Asteroiden har en diameter på ungefär 14 kilometer och den tillhör asteroidgruppen Themis.